# Толедо, Эрнан
Эрнан Дарио Толедо (исп. Hernán Darío Toledo; родился 17 января 1996, Састре, Аргентина) — аргентинский футболист, полузащитник уругвайского клуба «Депортиво Мальдонадо».

## Биография
Толедо — воспитанник клуба «Велес Сарсфилд». В матче против «Эстудиантеса» он дебютировал в аргентинской Примере. 17 февраля 2016 года в поединке против «Архентинос Хуниорс» Эрнан забил свой первый гол за «Велес Сарсфилд». Летом того же года Толедо интересовался казанский «Рубин», но в итоге он был арендован итальянской «Фиорентиной». В феврале 2017 года «фиалки» прервали аренду, а Энан успел сыграть лишь несколько матчей за молодёжную команду.
В том же году Толедо на правах аренды перешёл в «Ланус». 12 марта в матче против «Расинга» из Авельянеды он дебютировал за новую команду. 3 мая в поединке против своего родного клуба «Велес Сарсфилд» Эрнан забил свой первый гол за «Ланус».
11 июля 2017 года Толедо был арендован испанским клубом «Лас-Пальмас» до конца сезона 2017/2018 с возможностью продления аренды ещё на один сезон.
В 2018 году выступал за «Эстудиантес». Затем был отдан в аренду в «Банфилд», но в 2019—2020 годах не провёл за эту команду ни одного матча. В 2021 году очень успешно играл за «Депортиво Мальдонадо», после чего получил приглашение от «Эстудиантеса».